# Seremaia Burotu

a Compétitions nationales et continentales officielles uniquement.

b Matchs officiels uniquement.
Dernière mise à jour le 29 juin 2024.
Seremaia Burotu, né le 19 juillet 1987 à Tavua (Fidji), est un joueur fidjien de rugby à sept et de rugby à XV. Il évolue aux postes de centre, ailier ou encore troisième ligne centre. Il mesure 1,84 m pour 110 kg.

## Carrière

### En club
Seremaia Burotu a commencé sa carrière en 2006 avec l'équipe de sa ville natale de Tavua dans le cadre de la Skipper Cup, avant d'évoluer avec l'équipe des Fidji à sept entre 2008 et 2011,.
Il ne devient professionnel qu'en 2011 quand il rejoint le club du Biarritz olympique qui évolue en Top 14,. Après une première saison décevante, il s'impose ensuite comme un bon impact player grâce à sa puissance physique et sa polyvalence. En 2014, malgré le fait que Biarritz soit relégué en Pro D2, il reste au club pour encore deux saisons supplémentaires. En 2016, n'étant pas conservé, il quitte le club.
Libre de tout contrat, il signe alors pour deux saisons avec le club du CA Brive en Top 14,.
En 2018, il s'engage pour deux saisons avec le club de Provence rugby, qui vient d'être promu en Pro D2. En décembre 2019, il prolonge son contrat avec le club provençal pour deux saisons supplémentaires, soit jusqu'en 2022. 
Non-conservé par Provence rugby après quatre saisons au club, Burotu rejoint l'AS Bédarrides Châteauneuf-du-Pape en Nationale 2 à partir de la saison 2022-2023,.
Après deux saisons à Bedarrides, il s'engage avec le club de Saint-Saturnin-lès-Avignon, promu en Fédérale 3 (septième division) pour la saison 2024-2025,.

### En équipe nationale

#### En rugby à sept
Seremaia Burotu a fait ses débuts avec l'équipe des Fidji à sept en 2008. Il joue avec les Flying Fijians jusqu'en 2011, et inscrit un total de 65 essais en 95 matchs de Sevens Series.
En mars 2009, il participe à la Coupe du monde de rugby à sept. Il finit meilleur marqueur de la compétition (avec neuf essais), et en est élu meilleur joueur.

## Palmarès

### En club
- Vainqueur du Challenge européen en 2012 avec Biarritz.